# Ptychamalia ariana
Ptychamalia ariana là một loài bướm đêm trong họ Geometridae.